# Danh sách đĩa nhạc của Scorpions
Danh sách các đĩa hát của nhóm nhạc Đức Scorpions

## Danh sách

### Album
| Thông tin album |
| --- |
| Lonesome Crow - Phát hành: 1972 - Xếp hạng: - - Chứng nhận: - Doanh số tại Mỹ 80.000+ |
| Fly to the Rainbow - Phát hành: 1974 - Xếp hạng: - - Chứng nhận: - Doanh số tại Mỹ 100.000+ |
| In Trance - Phát hành: 1975 - Xếp hạng: - - Chứng nhận: - Doanh số tại Mỹ 150.000+ |
| Virgin Killer - Phát hành: 1976 - Xếp hạng: - - Chứng nhận: - Doanh số tại Mỹ 250.000+ |
| Taken by Force - Phát hành: 1977 - Xếp hạng: - - Chứng nhận: - Doanh số tại Mỹ 250.000+ |
| Tokyo Tapes (live recording) - Phát hành: 1978 - Xếp hạng: # 35 Đức, # 42 Thụy Điển - Chứng nhận: Pháp: Gold Doanh số tại Mỹ 350.000+ |
| Lovedrive - Phát hành: 1979 - Xếp hạng: # 55 Mỹ, # 36 Anh, # 11 Đức, # 18 Pháp, # 32 Thụy Điển - Chứng nhận: Mỹ: Gold, Đức: Gold, Pháp: Gold Doanh số tại Mỹ 750.000+ |
| Animal Magnetism - Phát hành: 1980 - Xếp hạng: # 52 Mỹ, # 23 Anh, # 12 Đức, # 37 Thụy Điển - Chứng nhận: Mỹ: Platinum Doanh số tại Mỹ 1.200.000+ |
| Blackout - Phát hành: 1982 - Xếp hạng: # 10 Mỹ, # 11 Anh, # 10 Đức, # 1 Pháp, # 12 Thụy Điển - Chứng nhận: Mỹ: Platinum, Pháp: Gold Doanh số tại Mỹ 1.700.000+ |
| Love at First Sting - Phát hành: 1984 - Xếp hạng: # 6 Mỹ, # 17 Anh, # 6 Đức, # 19 Áo, # 4 Pháp, # 17 Thụy Điển, # 9 Thụy Sĩ - Chứng nhận: Mỹ: 3x Platinum, Đức: Gold Doanh số tại Mỹ 3.200.000+                                                                                       |
| World Wide Live (live recording) - Phát hành: 1985 - Xếp hạng: # 17 Mỹ, # 18 Anh, # 4 Đức, # 4 Áo, # 20 Pháp, # 9 Thụy Điển, # 18 Thụy Sĩ - Chứng nhận: Mỹ: Platinum, Đức: Gold, Pháp: Gold Doanh số tại Mỹ 1.500.000+                                                                |
| Savage Amusement - Phát hành: 1988 - Xếp hạng: # 5 Mỹ, # 18 Anh, # 4 Đức, # 18 Áo, # 16 Pháp, # 5 Na Uy, # 2 Thụy Điển, # 5 Thụy Sĩ - Chứng nhận: Mỹ: Platinum, Đức: Gold, Pháp: Gold Doanh số tại Mỹ 1.600.000                                                                       |
| Crazy World - Phát hành: 1990 - Xếp hạng: # 21 Mỹ, # 27 Anh, # 1 Đức, # 1 Áo, # 2 Pháp, # 4 Na Uy, # 6 Thụy Điển, # 3 Thụy Sĩ - Chứng nhận: Mỹ: 2x Platinum, Đức: 2x Platinum Doanh số tại Mỹ 2.100.000+                                                                              |
| Face the Heat - Phát hành: 1993 - Xếp hạng: # 24 Mỹ, # 51 Anh, # 4 Đức, # 12 Áo, # 5 Pháp, # 15 Thụy Điển, # 9 Thụy Sĩ - Chứng nhận: Pháp: Gold Doanh số tại Mỹ 350.000+ |
| Live Bites (live recording) - Phát hành: 1995 - Xếp hạng: # 66 Đức - Chứng nhận: - Doanh số tại Mỹ 75.000+ |
| Pure Instinct - Phát hành: 1996 - Xếp hạng: # 99 Mỹ, # 8 Đức, # 20 Áo, # 26 Pháp, # 38 Thụy Điển, # 15 Thụy Sĩ - Chứng nhận: Đức: Gold, Pháp: Gold Doanh số tại Mỹ 100.000+ |
| Eye II Eye - Phát hành: 1999 - Xếp hạng: # 6 Đức, # 50 Pháp, # 49 Thụy Sĩ - Chứng nhận: - Doanh số tại Mỹ 60.000+ |
| Moment of Glory (With the Berlin Philharmonic Orchestra) - Phát hành: 2000 - Xếp hạng: # 3 Đức, # 70 Pháp, # 48 Thụy Sĩ - Chứng nhận: Đức: Gold Doanh số tại Mỹ 20.000+ |
| Acoustica - Phát hành: 2001 - Xếp hạng: # 13 Đức, # 46 Pháp, # 35 Thụy Sĩ - Chứng nhận: Brazil: Gold Doanh số tại Mỹ 20.000+ |
| Unbreakable - Phát hành: 2004 - Xếp hạng: # 4 Đức, # 30 Áo, # 42 Pháp, # 14 Thụy Điển, # 19 Thụy Sĩ - Chứng nhận: - Doanh số tại Mỹ 40.000+ |
| Humanity: Hour I - Phát hành: 2007 - Xếp hạng: # 63 Mỹ, # 1 Hy Lạp, # 5 Nga, # 8 Argentina, # 9 Đức, # 16 Nhật, # 27 Thụy Sĩ, # 29 Phần Lan, # 40 Canada, # 41 Áo, # 44 Italy, # 47 Czech Republic, # 59 Tây Ban Nha, # 91 Hòa Lan, # 97 Mexico - Chứng nhận: Doanh số tại Mỹ 30.000+ |

### Album biên tập
- Best of Scorpions (1978/1984) # 180 Mỹ
- Rock Galaxy (1980)
- Hot & Heavy (1982)
- Best of Scorpions Vol. 2 (1984) # 175 Mỹ
- Still Loving You (1 EP: 1 Single) (1984)
- Gold Ballads (1985) # 25 Đức
- Best of Rockers 'n' Ballads (1989) # 43 Mỹ, # 14 Đức; Chứng nhận: Mỹ: Platinum, Đức: Gold
- Hurricane Rock (Collection 1974-1988) (1990)
- Wind of Change (Japanese Compilation) (1991)
- Hot & Slow: The Best of the Ballads (1991)
- Still Loving You (1992) # 18 Đức
- Hot & Hard (1993)
- Selection (1993)
- Deadly Sting (1995) # 28 Đức
- Born To Touch Your Feelings (1995)
- Deadly Sting: The Mercury Years (1997)
- Hot & Slow: Best Masters of the 70's (1998)
- Big City Nights (1998)
- Master Series (1998)
- Best (1999)
- The Millennium Collection (Asian compilation) (1999)
- Pictured Life: All The Best (2000)
- 20th Century Masters: The Millennium Collection: The Best of Scorpions (2001)
- Classic Bites / Wind of Change (2002)
- The Essential (2003)
- Bad for Good: The Very Best of Scorpions (2002) # 161 Mỹ
- Box Of Scorpions (2004)
- The Platinum Collection (2005)
- Gold (2006)
- No. 1's (Korean Collection) (2006)

### DVD & VHS
- First Sting (1985)
- World Wide Live (1985)
- To Nga With Love (1988)
- Moscow Music Peace Festival (1990)
- Roger Waters The Wall Berlin 1990 (1990)
- Crazy World Tour Live... Berlin 1991 (1991)
- Moment Of Glory Live (2000)
- Acoustica (2001)
- A Savage Crazy World (2002)
- Unbreakable World Tour 2004: One Night in Vienna (2004)
- Live At Wacken Open Air 2006 (2007)

### Đĩa đơn
| Year | Song                                                  | U.S. Hot 100 | U.S. Mainstream Rock | Anh singles | German singles | Album                                                    |
| ---- | ----------------------------------------------------- | ------------ | -------------------- | ----------- | -------------- | -------------------------------------------------------- |
| 1975 | "In Trance"                                           | -            | -                    | -           | -              | In Trance                                                |
| 1976 | "Speedy's Coming"                                     | -            | -                    | -           | -              | Fly to the Rainbow                                       |
| 1977 | "Virgin Killer"                                       | -            | -                    | -           | -              | Virgin Killer                                            |
| 1977 | "He's A Woman - She's A Man"                          | -            | -                    | -           | -              | Taken by Force                                           |
| 1979 | "4 Track E.P. (All Night Long)"                       | -            | -                    | -           | -              | Tokyo Tapes                                              |
| 1979 | "Is There Anybody There"                              | -            | -                    | -           | -              | Lovedrive                                                |
| 1979 | "Another Piece Of Meat"                               | -            | -                    | -           | -              | Lovedrive                                                |
| 1979 | "Is There Anybody There" / "Another Piece Of Meat"    | -            | -                    | 39          | -              | Lovedrive                                                |
| 1979 | "Lovedrive"                                           | -            | -                    | 69          | -              | Lovedrive                                                |
| 1980 | "Make It Real"                                        | -            | -                    | 72          | -              | Animal Magnetism                                         |
| 1980 | "The Zoo"                                             | -            | -                    | 75          | -              | Animal Magnetism                                         |
| 1980 | "Hey You"                                             | -            | -                    | -           | -              | Animal Magnetism                                         |
| 1980 | "Only A Man"                                          | -            | -                    | -           | -              | Animal Magnetism                                         |
| 1982 | "No One Like You"                                     | 65           | 1                    | 64          | -              | Blackout                                                 |
| 1982 | "Can't Live Without You"                              | -            | 47                   | 63          | -              | Blackout                                                 |
| 1982 | "Now!"                                                | -            | -                    | -           | -              | Blackout                                                 |
| 1984 | "Rock You Like a Hurricane"                           | 25           | 5                    | -           | -              | Love at First Sting                                      |
| 1984 | "Still Loving You"                                    | 64           | 36                   | -           | 14             | Love at First Sting                                      |
| 1984 | "Big City Nights"                                     | -            | 14                   | -           | -              | Love at First Sting                                      |
| 1984 | "Coming Home"                                         | -            | -                    | -           | -              | Love at First Sting                                      |
| 1985 | "No One Like You (Live)"                              | -            | -                    | -           | 40             | World Wide Live                                          |
| 1988 | "Believe In Love"                                     | -            | 12                   | -           | -              | Savage Amusement                                         |
| 1988 | "Rhythm Of Love"                                      | 75           | 6                    | 59          | -              | Savage Amusement                                         |
| 1989 | "Passion Rules The Game"                              | -            | -                    | 74          | -              | Savage Amusement                                         |
| 1989 | "Is There Anybody There" [Long Version]               | -            | -                    | -           | -              | Best of Rockers 'n' Ballads                              |
| 1990 | "I Can't Explain"                                     | -            | 5                    | -           | -              | Best of Rockers 'n' Ballads                              |
| 1990 | "Holiday (Remix)"                                     | -            | -                    | -           | -              | Best of Rockers 'n' Ballads                              |
| 1990 | "Tease Me, Please Me"                                 | -            | 8                    | -           | -              | Crazy World                                              |
| 1990 | "Wind of Change"                                      | 4            | 2                    | 2           | 1              | Crazy World                                              |
| 1991 | "Don't Believe Her"                                   | -            | 13                   | -           | -              | Crazy World                                              |
| 1991 | "Send Me an Angel"                                    | 44           | 8                    | 27          | 5              | Crazy World                                              |
| 1991 | "Viento De Cambio (Wind Of Change)" [Spanish version] | -            | -                    | -           | -              | Crazy World / Viento De Cambio (Wind Of Change) [single] |
| 1992 | "Hit Between the Eyes"                                | -            | 24                   | -           | -              | Crazy World / Freejack (Soundtrack)                      |
| 1992 | "Ветер Перемен (Wind Of Change)" [Ngan version]       | -            | -                    | -           | 38             | Crazy World / Ветер Перемен (Wind Of Change) [single]    |
| 1992 | "Still Loving You (Remix)"                            | -            | -                    | -           | -              | Still Loving You                                         |
| 1992 | "Living For Tomorrow"                                 | -            | -                    | -           | -              | Still Loving You                                         |
| 1993 | "Alien Nation"                                        | -            | 10                   | -           | 27             | Face the Heat                                            |
| 1993 | "Woman"                                               | -            | 15                   | -           | -              | Face the Heat                                            |
| 1993 | "Under The Same Sun"                                  | -            | 16                   | -           | 99             | Face the Heat                                            |
| 1994 | "No Pain No Gain"                                     | -            | -                    | -           | -              | Face the Heat / No Pain No Gain [single]                 |
| 1995 | "Edge Of Time"                                        | -            | -                    | -           | -              | Deadly Sting / Live Bites                                |
| 1995 | "White Dove"                                          | -            | -                    | -           | 18             | Live Bites                                               |
| 1995 | "In Trance" [Studio/Live]                             | -            | -                    | -           | -              | Live Bites / In Trance                                   |
| 1996 | "You And I"                                           | -            | -                    | -           | 22             | Pure Instinct                                            |
| 1996 | "Wild Child"                                          | -            | 19                   | -           | -              | Pure Instinct                                            |
| 1996 | "Does Anyone Know"                                    | -            | -                    | -           | 81             | Pure Instinct                                            |
| 1996 | "When You Came Into My Life"                          | -            | -                    | -           | 97             | Pure Instinct                                            |
| 1997 | "Where The River Flows"                               | -            | -                    | -           | 97             | Pure Instinct                                            |
| 1997 | "Over The Top"                                        | -            | -                    | -           | -              | Deadly Sting: The Mercury Years                          |
| 1999 | "To Be No. 1"                                         | -            | -                    | 168         | 55             | Eye II Eye                                               |
| 1999 | "Mysterious"                                          | -            | 26                   | -           | -              | Eye II Eye                                               |
| 1999 | "10 Light Years Away"                                 | -            | -                    | -           | -              | Eye II Eye                                               |
| 1999 | "Aleyah"                                              | -            | -                    | -           | -              | Eye II Eye                                               |
| 1999 | "Love Is Blind"                                       | -            | -                    | -           | -              | Best                                                     |
| 1999 | "Still Loving You" / "Love Is Blind"                  | -            | -                    | -           | -              | Best                                                     |
| 2000 | "Eye II Eye"                                          | -            | -                    | -           | -              | Eye II Eye                                               |
| 2000 | "Moment of Glory"                                     | -            | -                    | -           | 67             | Moment of Glory                                          |
| 2000 | "Hurricane 2000"                                      | -            | -                    | -           | -              | Moment of Glory                                          |
| 2000 | "Here In My Heart"                                    | -            | -                    | 113         | -              | Moment of Glory                                          |
| 2001 | "When Love Kills Love"                                | -            | -                    | -           | -              | Acoustica                                                |
| 2004 | "Miracle"                                             | -            | -                    | -           | -              | Download only                                            |
| 2004 | "Love 'Em Or Leave 'Em"                               | -            | -                    | -           | -              | Unbreakable                                              |
| 2004 | "You Are the Champion" (Scorpions & Michael Kleitman) | -            | -                    | -           | 92             | You Are the Champion [single]                            |
| 2007 | "Humanity"                                            | -            | -                    | -           | -              | Humanity - Hour 1                                        |
| 2007 | "Love Will Keep Us Alive"                             | -            | -                    | -           | -              | Humanity - Hour 1                                        |